# Sheppard Crater
Der Sheppard Crater ist ein 200 m hoher Vulkankrater auf der Hut-Point-Halbinsel im Südwesten der antarktischen Ross-Insel. Er ragt 1,3 km östlich des Castle Rock in den Arrival Heights auf.
Das New Zealand Geographic Board benannte ihn 2000 nach der Bibliothekarin Deirdre Jeanette Sheppard, die in dieser Funktion von 1980 bis 1996 für das New Zealand Antarctic Research Programme tätig war und dabei in einer Kampagne auf der Vanda-Station gearbeitet hatte.